# 피리

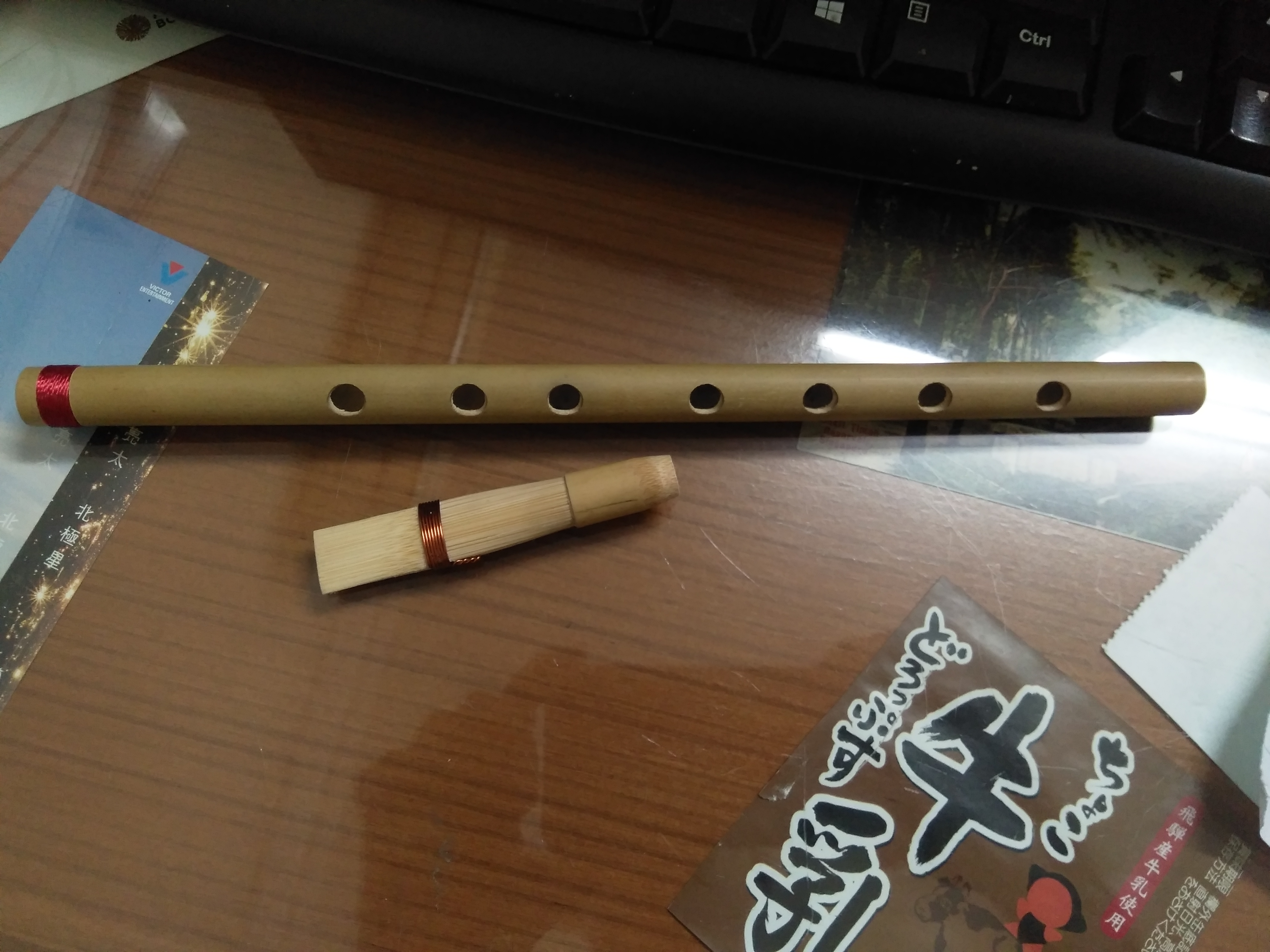
피리

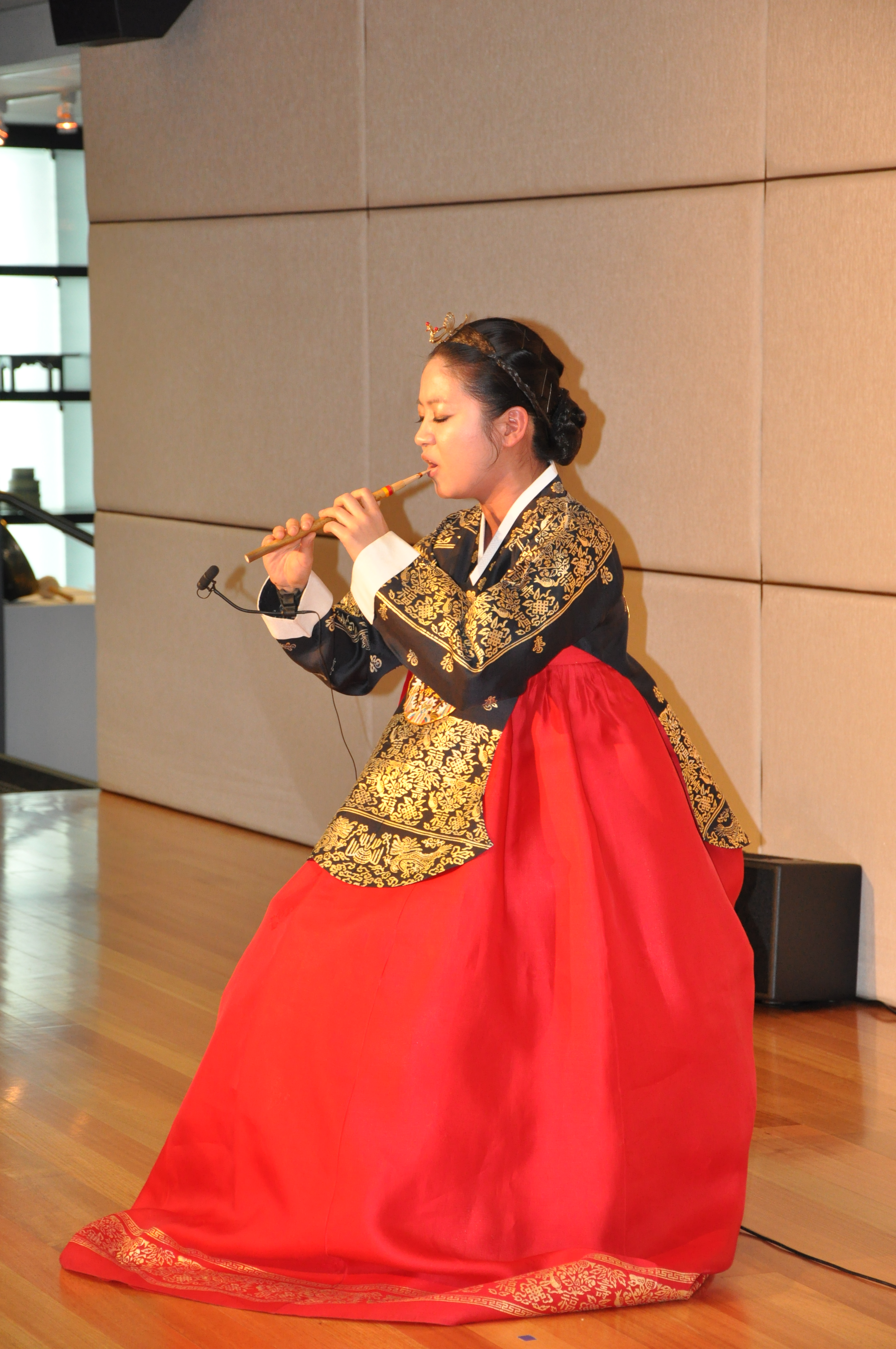
피리 부는 모습

피리(←근대 한어: 觱篥 [bìlì]) 또는 필률(觱篥)은 한국의 관악기이다. 마디가 촘촘하지 않은 대나무로 만들며 서양의 악기인 오보에와 같이 '서(혀)'를 꽂아서 연주한다. 지공은 8개이며 앞에 7개, 뒤에 1개가 있다. 향악기로 분류되는 '향피리', 향피리보다 좀 더 가는 악기인 '세피리', 당악기인 '당피리'로 나눌 수 있고, 1970년대 이후에는 향피리보다 큰 피리인 '대피리'도 사용하고 있다. 향피리는 더 구체적으로 정악 연주용 정악관, 민요 연주용 민요관과 시나위 및 산조 연주를 위한 시나위관의 3가지가 있다.

## 개요
가는 대나무에 세로 겹서 복황(複簧, double reed)을 꽂아 분다. 피리에는 중간 굵기의 향피리, 가는 세(細)피리, 굵은 당(唐)피리, 세 종류가 있는데 향피리·세피리는 향악기에 들고, 당피리는 당악기에 든다.
향피리는 '대피리' 혹은 '사관'이라고도 부르는데 향악계 음악·대풍류·민속무용음악에 쓰이고, 세피리는 가곡·가사·시조의 반주, 줄풍류 합주에 쓰인다. 당피리는 당악계 음악에 쓰인다. 향피리 중에서 시나위나 민요에 쓰이는 것은 좀 가늘게 되었는데 '중피리'라 하여 구분하여 부르기도 하며 전라도·경남 서남부의 무속음악에는 좀 굵은 것을 쓰기도 한다. 음빛깔은 애절하고 목가적이다. 피리는 서역계 악기로 고구려에 먼저 들어오고 뒤에 백제·신라에 전해진 것 같다. 백제 때에는 소(小)피리·대(大)피리·도피(桃皮)피리가 사용되었다는 기록이 있다. 당피리는 고려 광종(光宗) 때에 중국에서 들어왔다 한다. 향피리는 길이 8치 1푼, 관(管)의 안지름이 3푼이 되는 대나무(黃竹)에 앞에 일곱, 뒤에는 하나의 구멍을 파고 대나무 한 끝에 겹으로 된 서(舌)를 꽂아 분다. 세피리는 향피리와 같으나 안지름이 약간 작고, 당피리는 향피리보다 굵어서 안지름이 4푼쯤 되고 길이는 향피리보다 좀 작다. 위쪽에서부터 제1공(第一孔), 제2공이라 하고 부르는데 각 구멍에 짚은 손가락을 떼어내는 음은 다음과 같다. 향악계 음악은 황종(黃鍾)이 내림마(E flat)가 된다.
- 제1공 우편 엄지, 남려-태주·다2-바2(c2-f2)
- 제2공 우편 식지, 임종·내림나1(b1 flat)
- 제3공 우편 장지, 중려·내림가1(a1 flat)
- 제4공 우편 무명지, 태주·바1(f1)
- 제5공 좌편 식지, 황종·내림마1(e1 flat)
- 제6공 좌편 장지, 무역·내림라1(d1 flat)
- 제7공 좌편 무명지, 남려·다1(c1)
- 제8공 좌편 소지, 중려·내림나(b flat)
- 전부 막으면, 중려·내림가(a flat)

어느 구멍에서나 피리 서를 깊게 혹은 얕게 물든가 혹은 김을 세게 혹은 여리게 해서 온음(全音) 정도의 음조절은 가능하다. '여민락만'·'보허자'·'낙양춘' 같은 당악계 음악을 향피리로 연주할 때에는 한 구멍씩 치켜 잡는다. 각 손가락을 떼어, 내는 음은 다음과 같다. 당악계 음악은 황종이 다(C)음이 된다.
- 제1공 우편 엄지, 황종-중려·다2-바2(c2-f2)
- 제2공 우편 식지, 무역·내림나1(b1 flat)
- 제3공 우편 장지, 남려·가1(a1)
- 제4공 좌편 식지, 임종·사1(g1)
- 제5공 좌편 장지, 중려·바1(f1)
- 제6공 좌편 무명지, 협종·내림마1(e1 flat)
- 제7공 좌편 소지, 태주·라1(d1)
- 제7공을 막으면 황종·다1(c1)

길타령과 같은 행악(行樂)에서도 한 구멍씩 치켜잡는다. 반염불·허튼타령·굿거리 같은 민속 무용곡에서도 한 구멍씩 치켜잡는다. 시나위에서는 내려잡고 제3공을 떼어 '단오관' 청을 잡는다.
당피리는 향피리와 손가락 짚는 법과 조율이 다르다. 당피리는 황종이 다(C)음이 되고 각 손가락 짚는 법과 그 손가락을 떼어서 소리내는 음은 다음과 같다.
- 제1공 우편 식지로 막고 쓰지 않는다.
- 제2공 우편 엄지, 황종-협종·다2-올림라2(c2-d2 sharp)
- 제3공 우편 장지, 무역·올림가1(a1 sharp)
- 제4공 우편 명지, 남려·가1(a1)
- 제5공 좌편 식지, 임종·사1(g1)
- 제6공 좌편 명지, 협종·올림라1(d1 sharp)
- 제7공 좌편 소지, 태주·라1(d1)
- 전부 막으면 황종·다1(c1)

## 향피리

### 기원과 역사
향피리는 고구려시대 이전에 서역지방에서 한국에 들어온 악기로 보고 있다. 《수서》에 따르면, 피리는 '일명 가관(笳管)이며 본디 구자국(龜玆國)의 악기'라고 한다.
이 피리는 고구려에 들어온 후 향악기화했다. '향피리'라는 명칭은 고려시대에 송나라에서 고려에 전래된 '당피리'와 구분하기 위해 붙여진 이름이다. 《고려사》〈악지〉의 '속악조'에 따르면 지공이 7개였으나 《악학궤범》에는 현재와 같이 8개의 지공을 가진 것으로 묘사되고 있다.

### 이용과 편성
크고 활달한 음색으로 전통 음악에서 대부분의 향악의 주선율을 담당한다. 정악에서는 〈수제천〉,〈삼현영산회상〉, 〈취타〉, 〈자진한잎(삭대엽)〉, 〈여민락〉 등에 두루 사용된다. 또한 향피리는 산조용 악기로도 사용되며 시나위나 민요의 반주에도 사용된다.

## 당피리

### 기원과 역사
당피리는 고려 예종때 송에서 들어온 악기이다. 황종(黃)=C로 당악의 음률을 따르고 있는 당악기이며, 黃=E♭로 향악의 음률을 따르는 향악기인 향피리와 구분하기 위해서 '당피리'라는 이름이 붙었다. 《고려사》〈악지〉에는 지공이 9개라고 소개되어 있으나, 《악학궤범》에 따르면 뒤에 있는 2개의 지공을 1개로 줄여 8개로 만들었다고 한다.
서양 노래와 곡을 연주하기 위해 피리를 연주 할 때 피리의 소리는 색소폰과 비슷하다.

### 이용과 편성
〈낙양춘〉,〈보허자〉,〈종묘제례악〉,〈문묘제례악〉,〈여민락 령〉,〈해령〉,〈정동방곡〉,〈유황곡〉등의 당악에서 편경 및 편종과 함께 편성된다.

### 음역과 운지
黃(C)부터 淋(D#) 까지

## 세피리

### 기원과 역사
세피리는 제도와 구조 및 음역이 향피리와 같으나 형태가 조금 작고 가는 악기이다. 향피리보다 훨씬 늦게 제작된 악기로 보인다.

### 이용과 편성
관이 가늘어서 음량이 작기 때문에 가곡, 가사, 시조 등의 반주와 〈현악 영산회상〉과 같은 현악기 중심의 관현악에 편성된다.

## 같이 보기
- 한국 전통 악기

## 참고 문헌
1. 1 2 3 4 5  《글로벌 세계대백과사전》, 〈피리〉
2. ↑  《국악개론》,전인평,현대음악출판사,283p
3. ↑  《국악통론》, 서한범, 태림출판사, p.195